# Stade Ferruccio-Chittolina
Le stade Ferruccio-Chittolina (en italien : Stadio Ferruccio Chittolina) est un stade omnisports italien, principalement utilisé pour le football et l'athlétisme, situé à Valleggia, quartier de la ville de Vado Ligure, en Ligurie.
Le stade, doté de 2 000 places et inauguré en 1978, sert d'enceinte à domicile à l'équipe de football du Vado Football Club 1913.
Il porte le nom de Ferruccio Chittolina, ancien gardien de but du Vado FC mort le 7 avril 1946 des suites d'un accident survenu lors d'un match de championnat sur le Campo delle Traversine (qui sera plus tard également renommé d'après lui).

## Histoire
Le stade, venu remplacer l'ancien Campo di Leo, ouvre ses portes en 1978. Il est inauguré le 20 août 1978 lors d'un match amical entre les locaux du Vado FC et du  Genoa.